# 루시 모드 몽고메리
루시 모드 몽고메리(영어: Lucy Maud Montgomery, OBE, 문화어: 루씨 모우드 몽고메리, 1874년 11월 30일 ~ 1942년 4월 24일)는 캐나다의 소설가로, 대표 작품으로 《빨간 머리 앤》이 있다.
그녀의 삶을 이해할 수 있는 자료로는 그녀가 남긴 일기, 원고 등이 있는데, 그녀의 생가는 박물관으로 보존되어 있다.
1923년 캐나다인 여성 중에선 처음으로 왕립예술협회의 회원이 되었으며, 1935년에는 대영 제국 훈장 4등급(OBE)을 받았다.

## 생애

### 유년 시절
아버지 휴 존 몽고메리, 어머니 클라라 울너 맥닐이 부모이며 캐나다 프린스 에드워드 아일랜드에서 태어났다. 생후 21개월만인 1876년 어머니가 폐결핵으로 사망하자 캐번디시의 외할아버지와 외할머니 손에서 자랐다. 10살 때에 가을이라는 시를 쓰고, 15살 때에는 샬럿타운 지역 신문에 시를 발표하여 작가로서의 재능을 보였다.

### 교사 생활
몽고메리는 소설 빨간 머리 앤에 등장하는 사범 학교인 퀸즈 학교의 모델이 되는 샬럿타운의 프린스 오브 웨일즈 대학교와 핼리팩스의 댈하우지 대학교를 졸업한 뒤 교사생활을 하였으며, 24세 때인 1898년 외할아버지가 별세하자 외조부모가 꾸리던 우체국 일을 돕기 위해 캐번디시로 돌아갔다. 신문과 잡지에 글을 써서 이름이 어느정도 알려진 루시는 데일리 에코 석간신문 기자로 일하기도 했다.

### 빨간 머리 앤
루시 모드 몽고메리는 장로교 목사인 맥도널드 목사와 약혼했으며, 우체국 일 때문에 결혼은 미루었다. 첫 작품은 1908년 발표한 《빨간 머리 앤》(Anne Of Green Gables)이며, 500달러가 인세로 지불되었다. 본래 《빨간 머리 앤》은 출판사에서 외면했었는데, 낭만적인 소설 내용에 매료된 애독자들이 생길 만큼 독자들의 사랑을 받았으며 이에 호응하여 《에이번리의 앤》 등의 후속 작품들을 발표, 나중에는 친구 길버트와 결혼하여 아이들을 둔 중년 부인으로서의 앤까지 만들어냈다. 1942년 그녀가 토론토에서 죽은 후, 남편인 R. E. 맥도널드 사이에서 태어난 아들이 그의 원고를 정리하여 발표하였다.

### 결혼
1911년 외할머니의 별세로 루시 모드 몽고메리는 우체국 일을 더 이상 하지 않고 맥도널드 목사와 결혼했다. 이들 사이에서는 두 아들이 태어났으며, 교회에서의 봉사와 글쓰기로 바빴다.

## 작품 목록
작품은 농촌을 무대로 하여 순수한 소녀가 인생 행로를 걸어가며 꺾이지 않고 성장해 가는 과정을 그린 청춘 소설인 동시에 가정 소설을 많이 썼다. 1908년 발표한 《빨강머리 앤》으로 시작되는 앤 시리즈와 《귀여운 에밀리》로 시작되는 에밀리 시리즈를 포함한 21권의 가정 소설과 시집이 있다.

### 소설
- 1908 - 《빨간 머리 앤》(Anne of Green Gables)
- 1909 - 《에이번리의 앤》(Anne of Avonlea, 빨간 머리 앤의 후작)
- 1910 - 《과수원 세레나데》(Kilmeny of the Orchard)
- 1911 - 《이야기 소녀》(The Story Girl)
- 1913 - 《The Golden Road》(The Story Girl의 후작)
- 1915 - 《레드먼드의 앤》(Anne of the Island, 에이번리의 앤의 후작, 한국어판 있음)
- 1917 - 《앤의 꿈의 집》(Anne's House of Dreams, Anne of Windy Poplars 후작)
- 1919 - 《무지개 골짜기》(Rainbow Valley, Anne of Ingleside의 후작)
- 1921 - 《잉글사이드의 릴라》 (Rilla of Ingleside, Rainbow Valley의 후작)
- 1923 - 《귀여운 에밀리》(Emily of New Moon)
- 1925 - 《Emily Climbs》 (에밀리 영혼에 뜨는 별, 귀여운 에밀리 후작)
- 1926 - 《The Blue Castle》
- 1927 - 《Emily's Quest》 (에밀리, 여자의 행복, sequel to Emily Climbs)
- 1929 - 《Magic for Marigold》
- 1931 - 《A Tangled Web》
- 1932 - 《은빛숲의 팻》(Pat of Silver Bush)
- 1935 - 《Mistress Pat》(sequel to Pat of Silver Bush)
- 1936 - 《윈디 윌로우스의 앤》 (Anne of Windy Poplars, Anne of the Island 후작)
- 1937 - 《언덕 집의 제인》 (Jane of Lantern Hill)
- 1939 - 《잉글사이드의 앤》 (Anne of Ingleside, Anne's House of Dreams 후작)

### 단편 모음집
- 1912 - 《Chronicles of Avonlea 》(애이번리 연대기)
- 1920 - 《Further Chronicles of Avonlea 》(에이번리 연대기 2부)
- 1974 - 《The Road to Yesterday》
- 1979 - 《The Doctor's Sweetheart》
- 1988 - 《Akin to Anne: Tales of Other Orphans 》
- 1989 - 《Along the Shore: Tales by the Sea》
- 1990 - 《Among the Shadows: Tales from the Darker Side》
- 1991 - 《After Many Days: Tales of Time Passed 》
- 1993 - 《Against the Odds: Tales of Achievement 》
- 1994 - 《At the Altar: Matrimonial Tales》
- 1995 - 《Across the Miles: Tales of Correspondence 》
- 1995 - 《Christmas with Anne and Other Holiday Stories》

### 시
- 1916 - 《The Watchman & Other Poems 》
- 1887 - 《The Poetry of Lucy Maud Montgomery》

### 넌픽션
- 1934 - 《Courageous Women》